# Код језика
Кôд језика је код који додељује слова и/или бројеве као идентификаторе или класификаторе за језике. Ови кодови могу да буду коришћени за организацију библиотекарских колекција или презентација података, да се изаберу тачне локализације и преводи у процесирању, и као скраћенице за дужу форму имена језика.

## Проблеми у класификацији
Шеме кода језика покушавају да се класификују унутар комплексног света људских језика, дијалеката и варијанти. Већина шема прави неке компромисе између општости и бивања добољно потпуним да подрже специфичне дијалекте.
На пример, већина људи у Јужној и Централној Америци говоре шпански. Шпански говорни језик у Мексику је нешто другачији од шпанског говорног језика Перуа. Различите регије Мексика ће имати нешто другачије дијалекте и акценте шпанског језика. Шема кода језика ће пробати да групише све то као „шпански” за бирање ФИКСМЕЕЕЕЕЕлејаоутФИКСМЕЕЕЕЕ тастатуре, већину као „шпански” за општу употребу, или ће издвојити сваки дијалект да дозволи идиоме специфичне за респективну регију.

## Уобичајене шеме
Неке уобичајене шеме садрже:
| Шеме                           | Напомене | Примери | Примери |
| Шеме                           | Напомене | Кодови за Енглески | Кодови за Шпански |
| ------------------------------ | --- | --- | --- |
| Glottolog кодови               | Направљен за мањинске језике као научна алтернатива индустријском ISO 639‑3 стандарду. Намерно избегава сличности са скраћеницама.                                                                  | - stan1293 – Стандардни енглески - macr1271 – Макро-енглески (Модерни енглески) - midd1317 – Средњи енглески - merc1242 – Мерсијски (Средње - модеран енглески) - olde1238 – Стари енглески - angl1265 – Англиски (Старо - модеран енглески, укљ. Шкоте) | - stan1288 – Стандардни шпански - olds1249 – Стари шпански - cast1243 – Кастилијански (Старо - модеран шпански) |
| IETF language tag              | Најбоља пракса IETF-а, тренутно спецификована 5646 и 4647, за ознаке језика лако парсиране рачунаром. Систем означавања је проширив на регион, дијалект и приватне замисли.                         | - en – Енглески, као најкраћи ISO 639 код. - en-US – Енглески коришћен у Сједињеним Америчким Државама (US је ISO 3166‑1 државни код за САД) (source: IETF memo) | - es – Шпански, као најкраћи ISO 639 код. - es-419 – Шпански прикладан за Латинску Америку и Карипски регион, користећи UN M.49 регионски код |
| ISO 639                        | Оригинални ISO стандард од 1967 до 2002. Сада превазиђен, замењен је са ISO 639‑1, ISO 639‑2 и ISO 639‑3. Понекад коришћен као скраћеница за унију свих 639 стандардних кодова.                     | - eng – three-letter code - enm – Middle English, c. 1100–1500 - ang – Old English, c. 450–1100 - cpe – other English-based creoles and pidgins - EN – English or American two-letter capital code (source: Library of Congress) | - esl – three-letter code - spa – alternative three-letter code - ES – Spanish two-letter capital code |
| ISO 639‑1                      | Two-letter code system made official in 2002, containing 136 codes. Many systems use two-letter ISO 639‑1 codes supplemented by three-letter ISO 639‑2 codes when no two-letter code is applicable. | - en (from List of ISO 639‑1 codes) | - es – Spanish |
| ISO 639‑2                      | Three-letter system of 464 codes. | - eng – three-letter code - enm – Middle English, c. 1100–1500 - ang – Old English, c. 450–1100 - cpe – other English-based creoles and pidgins (from List of ISO 639‑2 codes) | - spa – Spanish |
| ISO 639‑3                      | An extension of ISO 639‑2 to cover all known, living or dead, spoken or written languages in 7,589 entries.                                                                                         | - eng – three-letter code - enm – Middle English, c. 1100–1500 - aig – Antigua and Barbuda Creole English - ang – Old English, c. 450–1100 - svc – Vincentian Creole English - others (from List of ISO 639‑3 codes) | - spa – Spanish - spq – Spanish, Loreto-Ucayali - ssp – Spanish sign language - others |
| LS‑2010                        | Two-digit + one to six letter Linguasphere code system published in 2000, updated 2010, containing over 32,000 codes.                                                                               | (within hierarchy of Linguasphere-2010 codes, as follows:) - 5= Indo-European phylosector - 52= Germanic phylozone - 52-A Germanic set - 52-AB English + Anglo-Creole chain - 52-ABA English net - 52-ABA-c Global English outer unit 52-ABA-ca to 52-ABA-cwe (186 varieties) compare: 52-ABA-a Scots + Northumbrian outer unit & 52-ABA-b "Anglo-English" outer unit (= South Great Britain traditional varieties + Old Anglo-Irish) | (within hierarchy of Linguasphere-2010 codes, as follows:) - 5= Indo-European phylosector - 51= Romanic phylozone - 51-A Romance set - 51-AA Romance chain - 51-AAA West Romance net - 51-AAA-b Español/Castellano outer unit 51-AAA-ba to 51-AAA-bkk (58 varieties) compare: 51-AAA-a Português + Galego outer unit & 51-AAA-c Astur + Leonés outer unit, etc. |
| SIL codes (10th–14th editions) | Codes created for use in the Ethnologue, a publication of SIL International that lists language statistics. The publication now uses ISO 639‑3 codes.                                               | ENG | SPN |
| Verbix Language Codes          | Constructed codes starting with old SIL codes and adding more information. | | |